# Бабушница (община)
Община Бабушница (на сръбски: Општина Бабушница) е административна единица в Източна Сърбия, Пиротски окръг. Заема площ от 529 км2. Административен център е град Бабушница. В община Бабушница има 52 населени места. 

## География
Околията е разположена в долината на река Лужница, като надморската височина варира между 470 и 520 метра. 50% от областта са заети от гори, 46% представляват ливади, а едва 4% трайни насаждения.

## Население
Според преброяването от 2011 г. населението на община Бабушница възлиза на 12 307 души. Гъстотата е 23,26 души/км2.

### Етнически състав
| Народност                | 2011 г.       | 2011 г. |
| ------------------------ | ------------- | ------- |
| сърби                    | 10 933 жители |         |
| българи                  | 632 жители    |         |
| цигани                   | 244 жители    |         |
| югославяни               | 9 жители      |         |
| македонци                | 5 жители      |         |
| германци                 | 3 жители      |         |
| румънци                  | 3 жители      |         |
| хървати                  | 2 жители      |         |
| мюсюлмани                | 1 жител       |         |
| бошняци                  | 1 жител       |         |
| албанци                  | 1 жител       |         |
| черногорци               | 1 жител       |         |
| други                    | 5 жители      |         |
| неизяснени               | 336 жители    |         |
| регионална принадлежност | 2 жители      |         |
| неизвестно               | 129 жители    |         |

## Селищна мрежа
В границите на общината влизат 53 населени места.
- 1 град: Бабушница
- 52 села:

| - Александровац - Бердуй - Берин извор - Богдановац - Братишевац - Брестов дол - Вава - Валниш - Велико Бонинце - Войници - Врело - Вучи дел - Горно Кърнино | - Горни Стрижевац - Горчинци - Грънчар - Дол - Долно Кърнино - Долни Стрижевац - Драгинац - Дучевац - Завидинце - Звонци - Извор - Калуджерово - Камбелевци | - Киевац - Лесковица - Линово - Любераджа - Мало Бонинце - Масуровци - Мезграя - Модра Стена - Нашушковица - Остатовица - Пресека - Проваленик - Радининци | - Радосин - Радошевац - Ракита - Раков дол - Ралин - Ресник - Стол - Стрелац - Студена - Сурачево - Цървена ябука - Щърбовац - Ясенов дел |